# گربه چکمه‌پوش (شرک)
گربه چکمه‌پوش (انگلیسی: Puss in Boots؛ «پوس این بوتس» که همچنین با نام «پوس» (Puss) نیز شناخته می‌شود) یک شخصیت تخیلی تکرارشونده در فرانچایز شرک است. او نخستین حضور خود را در فیلم شرک ۲ (۲۰۰۴) انجام داد و به زودی (در کنار خر) شریک و یاور شرک شد. در فیلم شرک ۳ (۲۰۰۷)، پوس به شرک کمک می‌کند تا وارث تاج‌وتخت پادشاهی دوردست را پیدا کند. فیلم شرک برای همیشه (۲۰۱۰) اساساً در یک جهان جایگزین می‌گذرد، جایی که پوس حیوان خانگی پرنسس فیونا است و پس از بازنشستگی او وزن اضافه کرده‌است. او به عنوان شخصیت اصلی و قهرمان فیلم اسپین‌آف ۲۰۱۱ گربه چکمه‌پوش (که در آن ریشه‌های او توضیح داده شده‌است) و دنباله آن در سال ۲۰۲۲ یعنی گربه چکمه پوش: آخرین آرزو (به صورت زمانی پس از شرک برای همیشه بعد) به تصویر کشیده شده‌است. پوس همچنین در سریال تلویزیونی نتفلیکس با محوریت او، ماجراهای گربه چکمه‌پوش (۲۰۱۵–۲۰۱۸) ظاهر می‌شود.
پوس از شخصیت عنوان قصه پریان «گربه چکمه‌پوش» الهام گرفته شده‌است. طراحی او که توسط تام هستر خلق شده بود بر اساس گربه‌های واقعی بود. چندین شخصیت به عنوان الهام‌بخش شخصیت‌پردازی پوس، مانند زورو و ایندیانا جونز (مخصوصاً تصویر باندراس از شخصیت سابق در نقاب زورو و افسانه زورو از مارتین کمبل) مورد استفاده قرار گرفتند. ایدهٔ پوس به عنوان قهرمان یک فیلم پس از اولین حضور او مورد بررسی قرار گرفت. آنتونیو باندراس صداپیشگی پوس را در صداگذاری انگلیسی، اسپانیایی و ایتالیایی فرنچایز شرک بر عهده دارد. در حالی که او در ابتدا صدایی با صدای بلند را برای این شخصیت امتحان کرد، او و سازندگان فیلم شرک ۲ تصمیم گرفتند لحنی عمیق‌تر از صدای عادی او داشته باشند. باندراس گفت که صدای پوس بخش مهمی از حرفه او بود. اریک بائوزا صدای پوس را در ماجراهای گربه‌چکمه پوش ارائه می‌دهد.
این شخصیت عموماً نقدهای مثبتی دریافت کرده‌است و منتقدان تصویر او را تحسین می‌کنند و او را منبعی برای آرامه خنده‌دار می‌دانند. منتقدان گربه چکمه‌پوش را یک شخصیت محبوب از شرک می‌دانند. صداپیشگی باندراس نیز مورد تحسین قرار گرفته‌است. کالایی با الهام از این شخصیت تولید شده‌است.